# Feenliest
Der Feenliest (Tanysiptera hydrocharis) ist ein auf den Aru-Inseln und Neuguinea vorkommender Eisvogel. Angaben zur Gefährdung des Feenliestes sind laut IUCN aufgrund mangelhafter Datenlage nicht möglich. Es werden keine Unterarten unterschieden.

## Stellung innerhalb der Gattung der Paradieseisvögel
Der Feenliest ist eng verwandt mit dem Spatelliest, einer auf Neuguinea und den Molukken weit verbreiteten Art mit zahlreichen Unterarten, die wie der Feenliest häufiger Inselendemiten sind. Vermutet wird, dass der Feenliest vom Spatelliest abstammt und sich auf Aru zur eigenständigen Art entwickelte. Von dort aus besiedelte er Neuguinea, wo sich heute das Verbreitungsgebiet der beiden Arten überlappt. Es kommt zu keinen natürlichen Hybriden zwischen den beiden Arten.

## Merkmale
Der Feenliest erreicht inklusive der verlängerten Steuerfedern eine Körperlänge von 33 bis 34 Zentimeter, dabei überragen das verlängerte mittlere Steuerfederpaar das übrige Schwanzgefieder um 10 bis 11 Zentimeter. Der ausgewachsene Vogel hat einen im Verhältnis zur Körpergröße zwar großen roten Schnabel, verglichen mit dem Spatelliest ist dieser jedoch deutlich kleiner. Die Flügel sind ebenfalls deutlich kleiner als beim Spatelliest und messen 8,5 bis 8,6 Zentimeter.
Der Scheitel und die Schultern sind dunkelblau, der Überaugenstreif ist türkisblau, der Mantel ist blauschwarz. Er besitzt ein weißes Brustgefieder sowie die für die Gattung charakteristischen langen Schwanzfedern der Paradieseisvögel. Das Schwanzgefieder ist dunkelblau.

## Verbreitung und Lebensraum
Der Feenliest ist auf den indonesischen Aru-Inseln und im äußersten Süden von Neuguinea beheimatet. Er kommt in den Tiefebenen vor, seine Höhenverbreitung reicht bis zu 300 Metern. In seinem Verbreitungsgebiet kommen neben dem Spatelliest und auch der Paradiesliest vor. Verglichen mit dem Spatelliest besiedelt der Feenliest trockenere Wälder.
Er ernährt sich überwiegend von Insekten, die er am Boden fängt. 

## Einzelbelege
1. 1 2 3   Handbook of the Birds of the World zum Feenliest, aufgerufen am 22. Juni 2017
2. 1 2 3   Beehler &. Pratt: Birds of New Guinea. S. 224.